# Танлисмаидат
Танлисмаидат (др.-греч. ΤΑΝΛΙСΜΑΙΔΑΤΗС) — скифский или вассальный парфянский правитель.
О Танлисмаидате известно из монет, обнаруженных в северо-западном Афганистане на левобережной от Амурдарьи территории. На аверсе, где изображена голова пожилого европеоидного типа правителя  в шлеме, легенда на греческом языке передает его имя. П. Бернард указал, что оно имеет иранское происхождение. По мнению К. Абдуллаева, имя явно является двусоставным и может означать примерно «прекраснотелый данный (богом) Махом». По замечанию А. О. Захарова, монеты Танлисмаидата, исходя из их стилистических признаков, относятся к докушанской эпохе, хотя более точно определить хронологию пока представляется затруднительным. Вероятно, его владения находились на территории Западной Бактрии, не входя в состав земель пяти племён юэчжей. Для Бактрии этого времени характерны, видимо, раздробленность и ведущаяся борьба за гегемонию среди местных царьков. По мнению Э. В. Ртвеладзе, монеты Танлисмаидата могут быть датированы в пределах второй половины I века до н. э. — начала I века н. э. А. Айнверниззи определил территорию Танлисмаидата как западную по отношению к владениям Сападбиза. М. Митчинер считал Танлисмаидата, чекан на монетах которого соответствует чекану сакарауков, правителем Александрии Арейя — Герата, находившимся в вассальной зависимости от парфянского царя Орода I. Иранский исследователь Х. Резахани полагает, что Танлисмаидат, сак или парфянин по происхождению, был одним из последних аршакидских наместников в Систане до обретения владычества здесь индо-парфянским царём Гондофаром. Женой Танлисмаидата была Рангодеме.